# Торуньский пряник

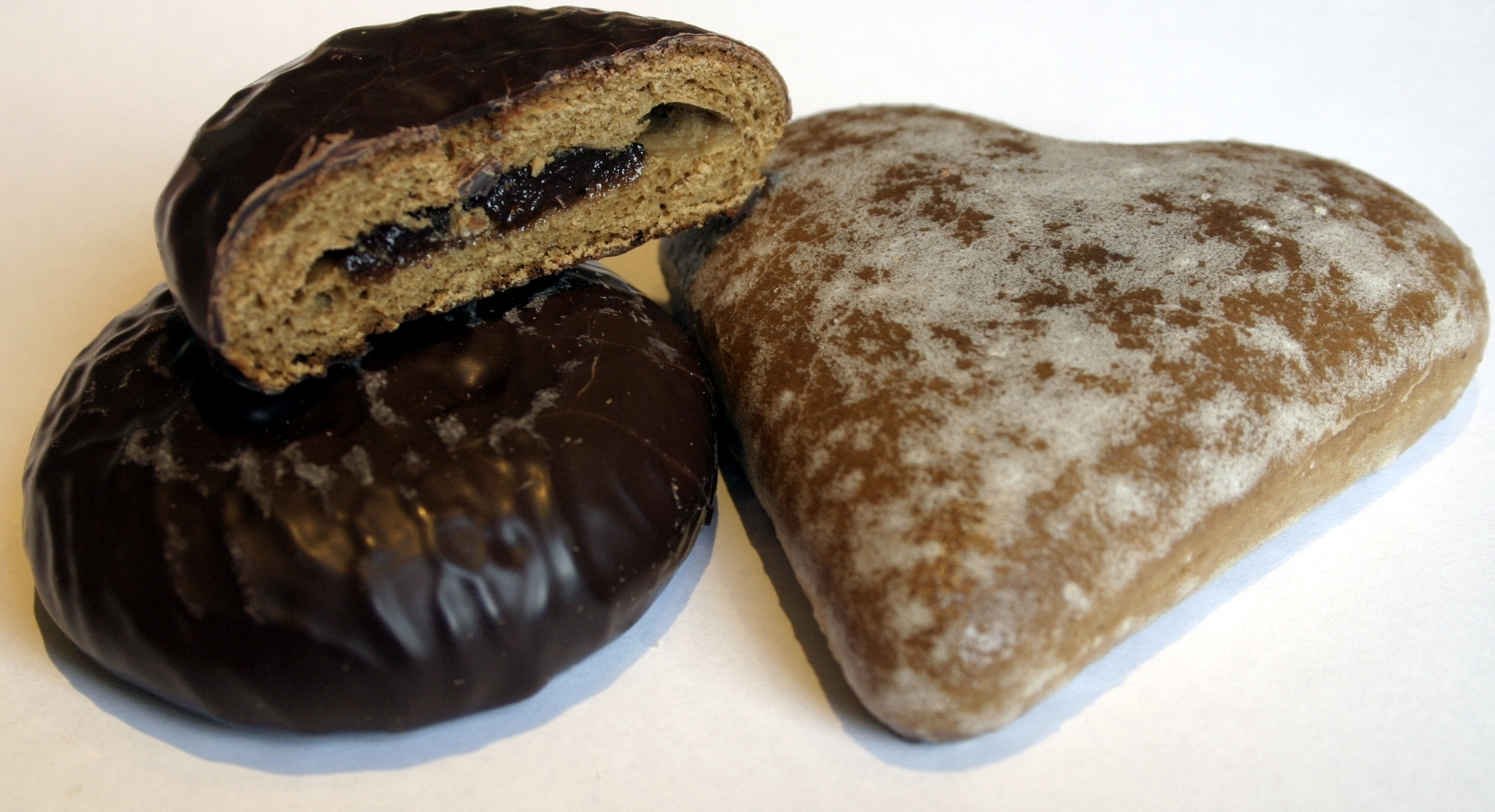
Традиционные торуньские пряники

Торуньские пряники (пол. pierniki toruńskie, нем. Thorner Lebkuchen) — традиционные польские пряники, история которых насчитывает 700 лет.
Бренд «Toruńskie Pierniki» занимает 19-е место в Польше по уровню узнаваемости потребителями, среди брендов всех отраслей.

## История
История торуньских пряников берёт свое начало в XIV, а по некоторым данным в XIII веке.
В источниках конца XIV века многократно упоминают Никлоса Чана (пол. Niclos Czan) как пекаря или кондитера. Записи XV века фиксируют информацию о продаже воска Тевтонскому ордену торуньским пекарем Генрихом Кухе (пол. Heinrich Kuche), подтверждающие, что Чан был не единственным пекарем, работавшим в Торуне.
Развитию пряничного производства в Торуне способствовало выгодное географическое расположение. Плодородная почва давала пшеницу для производства муки, а соседствующие деревни поставляли мёд. Необходимые специи доставляли из отдалённых стран, в основном из Индии, по маршруту через Чёрное море и Львов в Священную Римскую империю, где специи распространяли северогерманскими торговыми компаниями. В некоторых случаях маршрут пролегал через порт в Гданьске.
С XVI века Торунь уже активно упоминают в контексте пряничного дела. Так, например, слово «piernikarze» (пряничники) фигурирует в уставе гильдии торуньских пекарей. Помимо пекарен изготовлением пряников занимались монастыри. Летописец XVI века Симон Грюнау упоминает обнищавший женский монастырь в пригороде Торуня, где монахини начали печь пряники для продажи, в том числе за рубежом. В 1556 году достигают соглашения между Торунем и Нюрнбергом (немецким центром производства пряников), позволяющее торуньским мастерам печь нюрнбергские пряники, а нюрбернским мастерам — торуньские.
Несмотря на отсутствие возможности достоверного воссоздания вкуса средневековых пряников, можно достоверно воссоздать их внешний вид, благодаря сохранившимся пряничным доскам. На экземплярах XVI века доминируют человеческие образы, прежде всего правителей Польши, таких как: Сигизмунд III, королева Констанция, Владислав IV, а также образы молодых дам и кавалеров, рыцарей и святых (прежде всего святого Георгия и Николая Чудотворца). Не менее популярны и образы животных (петухов, кабанов, оленей, рыб и аистов), также регулярно встречаются доски с гербом Торуня.
В 1751 году Густав Везе открыл современную пряничную фабрику в Торуне. Это старейшее промышленное производство в регионе и старейшая компания в Померании, непрерывно существующая по сей день. У компании было несколько зданий, одно строение XVIII и XIX веков сохранили до наших дней.
После прихода к власти ПНР фабрика Везе была национализирована и получила название кондитерская фабрика «Коперник», другие пряничные предприятия были закрыты. Таким образом, во всей Польской Народной Республике оставили только одного производителя пряников.
После 1989 года начали процесс возрождения частного предпринимательства, в Торуне снова стали появляться небольшие пекарни, занимающиеся выпечкой пряников.

## Культурное влияние
С происхождением торуньских пряников связана легенда о Катажине. В некоторых версиях она фигурирует как дочь мельника, которая должна была испечь что-то необычное для короля. Пчёлы поделились с девушкой рецептом пряников и рассказали как добавлять мёд и специи в тесто. В других версиях рассказано о том, что она была дочерью пекаря, и помогая больному отцу Катажина придумала делать пряники необычной формы. Так или иначе, и сейчас можно встретить пряники «катажинки», названные в её честь.
С 2002 года в Торуне проходит фестиваль пряников, в программу которого входит воспроизведение старинного процесса выпечки — от превращения зерна в муку до отправки пряников в печь.
В Торуне действуют два независимых друг от друга музея пряников:
- Живой музей пряника — частный музей;
- Музей торуньского пряника — филиал районного музея в Торуне, располагающийся в одном из сохранившихся зданий старой пряничной фабрики Везе.

Польские пословицы о пряниках:
- Для Торуня пряник, как для корабля хороший рулевой (пол. Dla Torunia tym jest piernik, czym dla statku dobry sternik)
- Чтобы сгладить её лицо — подари пряник, а не цветок (пол. By na licu była gładka — daj jej piernik zamiast kwiatka)
- Если хочешь украсть поцелуй с её лица — пряник дай, он сокрушает сердца (пол. Jeśli skraść jej chcesz całusa — piernik daj, on serce skrusza)

## Галерея

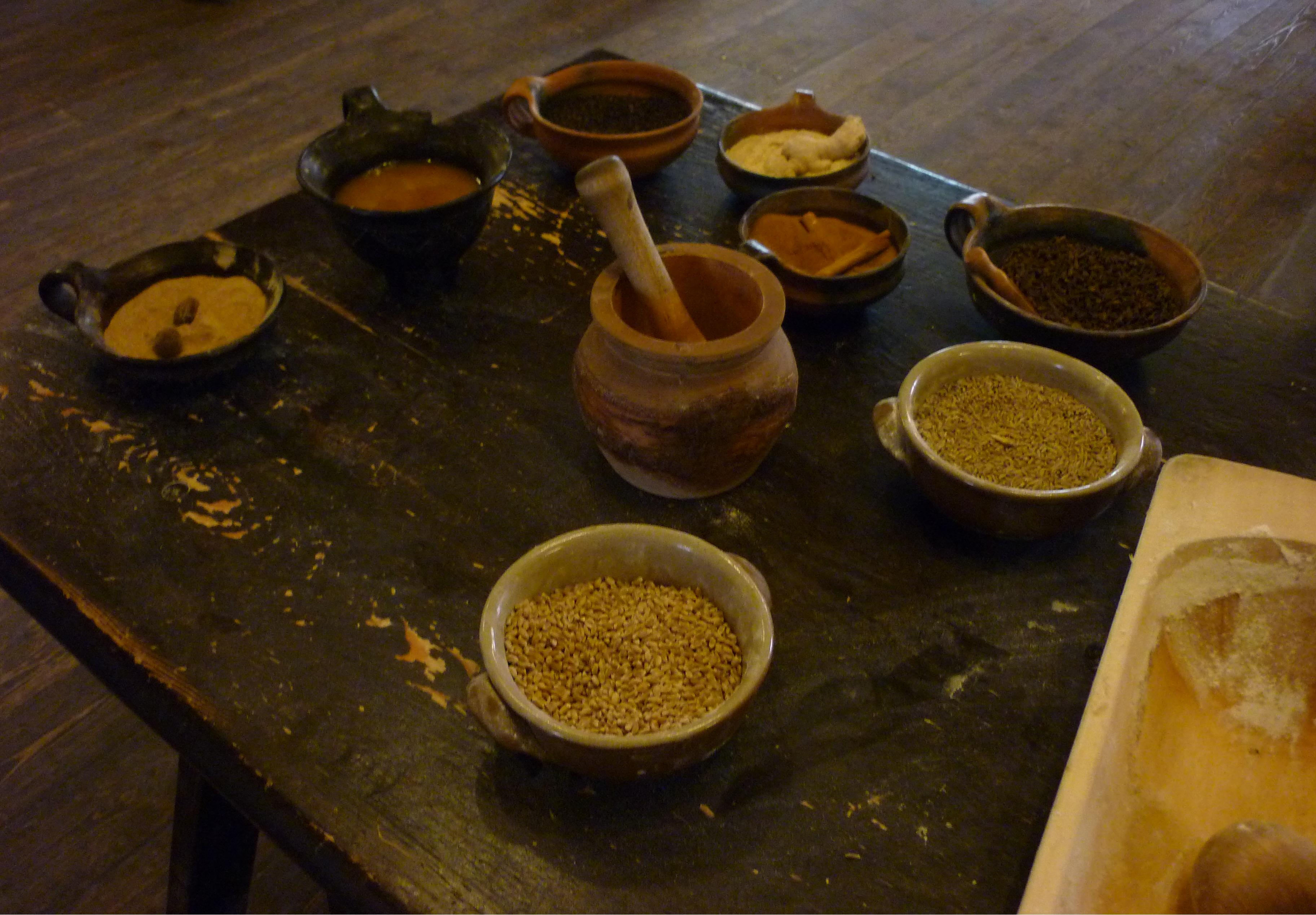
Посуда и традиционные ингредиенты для изготовления пряников
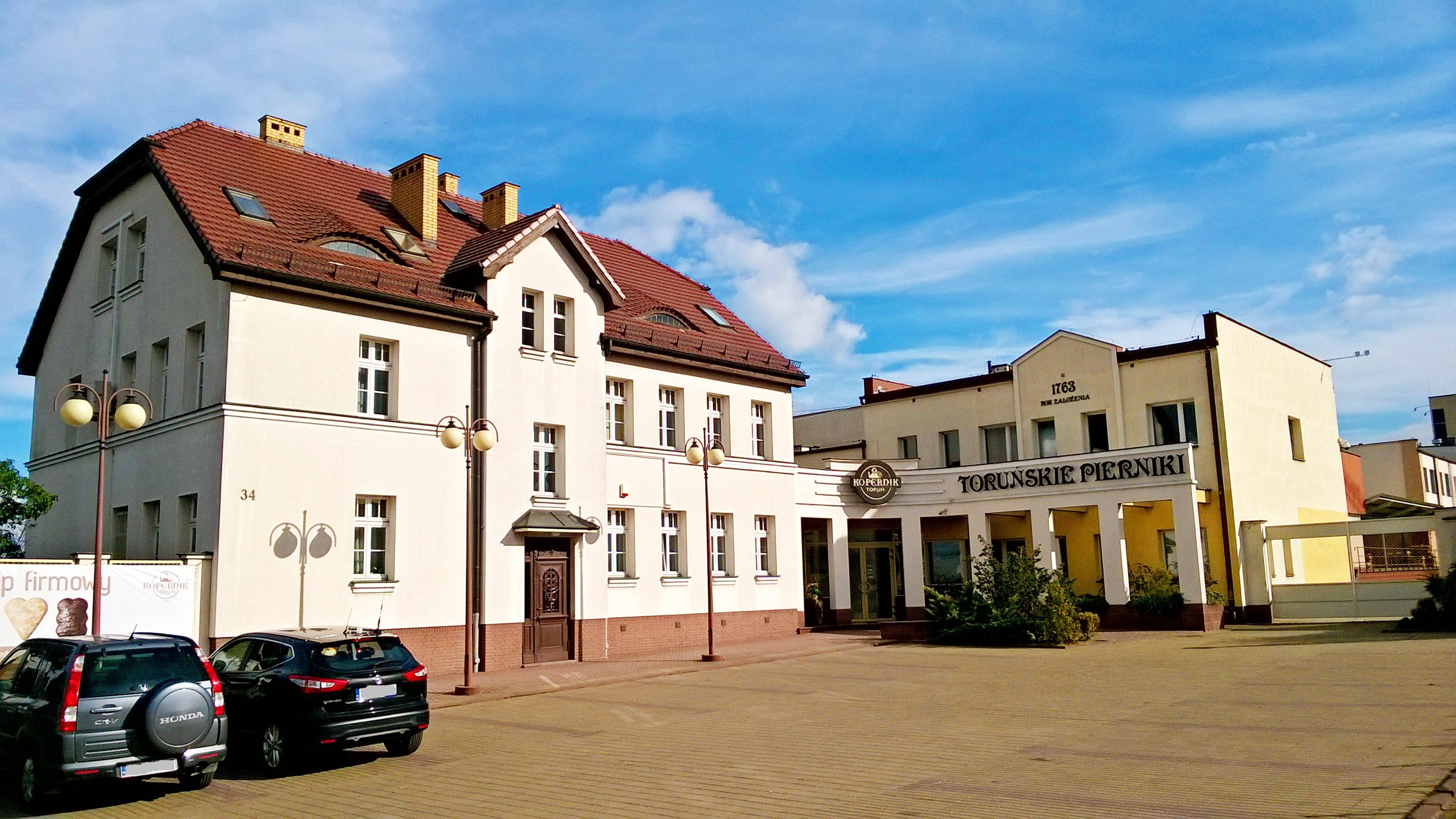
Кондитерская фабрика «Коперник»
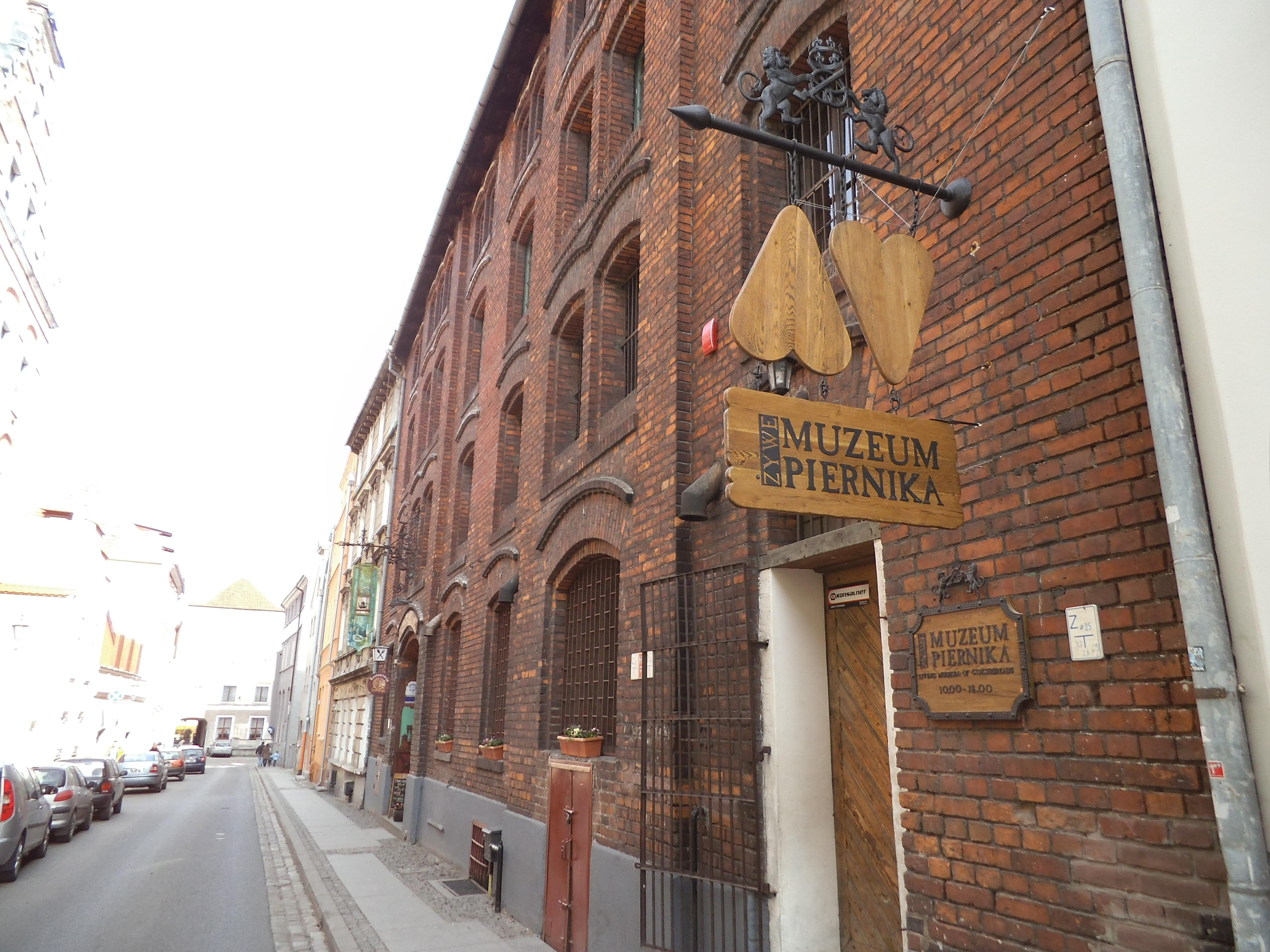
Живой музей пряника
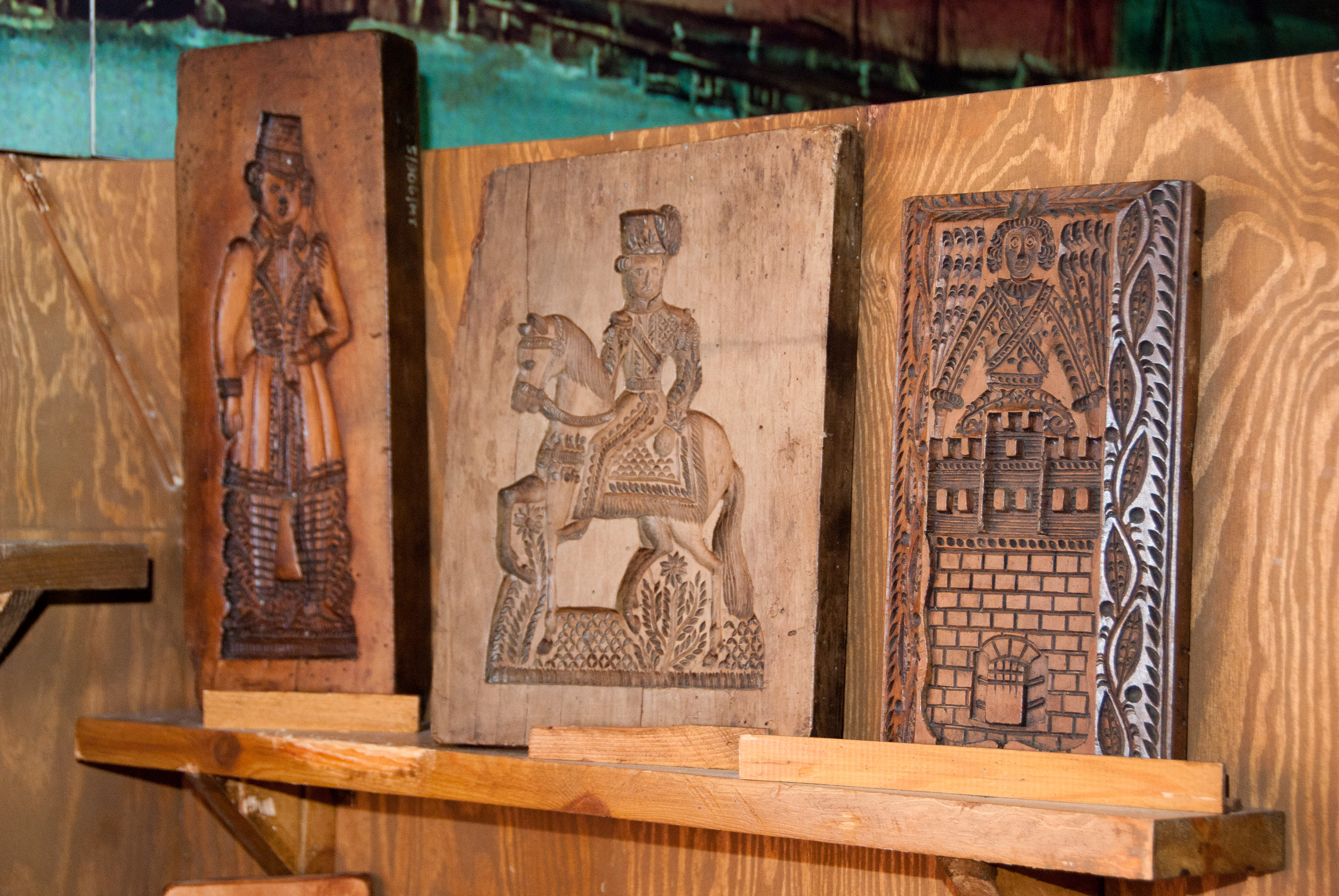
Торуньские пряничные доски
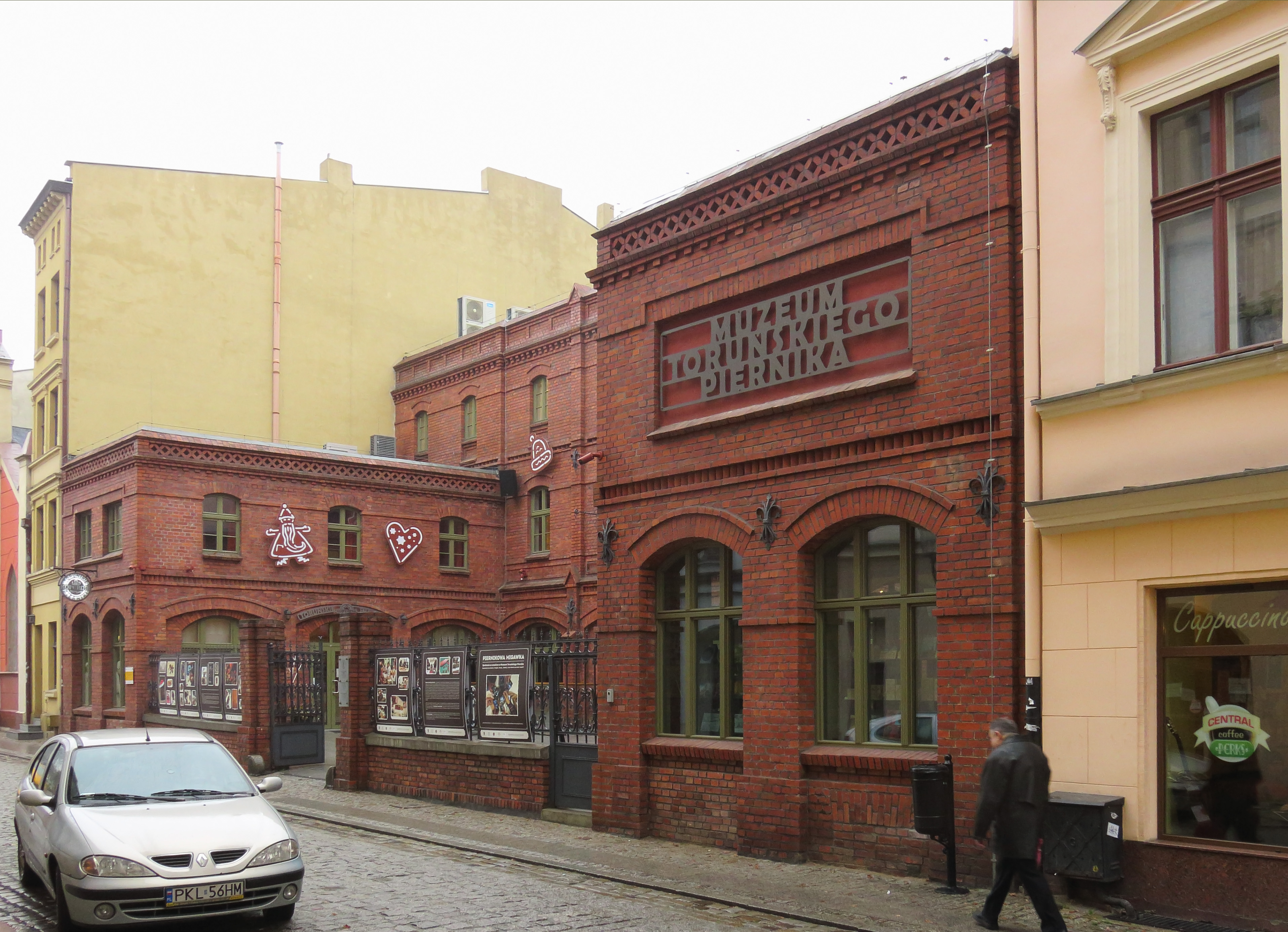
Музей торуньского пряника